# شظية (ألبوم سيتي نورهاليزا)
شظية (بالملايوية: Fragmen)‏ هو الألبوم السابع عشر للفنانة الماليزية سيتي نورهاليزا وألبومها السادس عشر باللغة الملايوية.

## قائمة الأغاني
1. Seluruh Cinta (كل الحب)
2. Terbaik Bagimu (الأفضل لك / الأفضل بالنسبة لك)
3. Aku (أنا)
4. Jaga Dia Untukku (اعتني به من أجلي)
5. Mula Dan Akhir (بداية ونهاية)
6. Kau Sangat Bererti (أنت ذو معنى كبير)
7. Sanubari (اوتار قلوب / سانوباري)
8. Warna Dunia (ألوان العالم)
9. Membunuh Benci (قتل الكراهية)
10. Lebih Indah (أكثر جمالا)